# Хисамиев, Назиф Гарифуллинович
Назиф Гарифуллинович Хисамиев (род. 20 октября 1939, Кулуджун, Восточно-Казахстанская область) — советский и казахстанский математик, доктор физико-математических наук, профессор, крупный специалист в области вычислимых моделей и абелевых групп, действительный член (академик) республиканского общественного объединения «Казахстанская национальная академия естественных наук». Число Эрдёша — 4.

## Биография
Родился 20 сентября 1939 года в селе Кулуджун Самарского района Восточно-Казахстанской области.
С 1961 года, окончив механико-математический факультет Казахского университета им. С. М. Кирова, работал старшим лаборантом, стажёром сектора математики механики АН Казахской ССР. В 1967 году окончил аспирантуру Института математики и механики АН Казахской ССР.
С 1967 года — доцент Казахского университета им. С. М. Кирова, в 1969—1991 годы — старший научный сотрудник, ведущий научный сотрудник ИММ АН Казахской ССР.
С 1991 года работал в Восточно-Казахстанском университете: заведующий кафедрой математики, логики и информатики, с 1992 — проректор по научной работе.
В 1997—2016 годы заведовал кафедрой высшей математики в Восточно-Казахстанском техническом университете; в 2016—2017 — профессор кафедры «Высшая математика» Восточно-Казахстанского университета.
С 2017 года — профессор кафедры Информационных систем Евразийского национального университета имени Л. Н. Гумилева.

## Научная деятельность
В Институте математики Сибирского отделения АН СССР (Новосибирск) в 1968 году защитил диссертацию на соискание учёной степени кандидата физико-математических наук («Вопросы элементарной теории решеточно упорядоченных алгебраических систем»), в 1990 — диссертацию на соискание учёной степени доктора физико-математических наук («Конструктивные абелевы группы»).
В 1992—1997 годы — заместитель председателя Восточного отделения Национальной академии наук Казахстана. Член Американского математического общества (1995). Академик Академии естественных наук (1998).

### Избранные труды
Монографии
- Хисамиев Н. Г. Математика: оқу құралы. 1 бөлім / Н. Г. Хисамиев, С. Ж. Тыныбекова, Ә. Ә. Қоңырханова; ҚР білім және ғылым министрлігі, Д.Серікбаев атындағы ШҚМТУ. — Өскемен: ШҚМТУ, 2006. — 271 б. — Библиогр.:136 аталым.
- Хисамиев Н. Ғ. Математика: оқу құралы. 2 бөлім / Н. Ғ. Хисамиев, С. Ж. Тыныбекова, Ә. Ә. Қоңырханова; ҚР білім және ғылым министрлігі, Д.Серікбаев атындағы ШҚМТУ. — Өскемен, 2006. — 237 б. — Библиогр.: 104 аталым.
- Хисамиев Н. Г. Математикалық логиканың негіздерi: Оқу құралы / Н. Г. Хисамиев, Б. С. Каленова; ҚР.білiм және ғылым министрлігi, Д.Серікбаев атындағы ШҚМТУ.-Өскемен, 2000.- 82.б.
- Хисамиев Н. Г. Ықтималдықтар теориясы: қазақ тілінде оқыту факультетінің студенттеріне арналған әдістемелік нұсқаулар және жеке орындау жұмыстарына арналған есептер жинағы / Н. Г. Хисамиев, Ә.Ә.Қоңырханова; ҚР білім және ғылым министрлігі, Д.Серікбаев атындағы ШҚМТУ. — Өскемен, 2004. — 45 б. — Библиогр.: б.45
- Хисамиев Н. Г. Элементы математической логики: учеб. пособие / Н. Г. Хисамиев, А. Н. Хисамиев; ВКГТУ. — Усть-Каменогорск, 2001. — 84 c.

Статьи
- Н. Г. Хисамиев, С. Д. Тыныбекова, А. А. Конырханова, «Критерий универсальности матрицы в группе UT_n(R) над коммутативным и ассоциативным кольцом R с единицей», Сиб. электрон. матем. изв., 16 (2019), 165—174
- Khisamiev, N.G., Latkin, I.V. On constructive nilpotent groups, Lecture Notes in Computer Science (including subseries Lecture Notes in Artificial Intelligence and Lecture Notes in Bioinformatics), Computability and Complexity. Essays Dedicated to Rodney G. Downey on the Occasion of His 60th Birthday. (2017), 324—354
- В. А. Романьков, Н. Г. Хисамиев, А. А. Конырханова, «Алгебраически и вербально замкнутые подгруппы и ретракты конечно порожденных нильпотентных групп», Сиб. матем. журн., 58:3 (2017), 686—699; Siberian Math. J., 58:3 (2017), 536—545
- В. А. Романьков, Н. Г. Хисамиев. Экзистенциально замкнутые подгруппы свободных нильпотентных групп. Алгебра и логика, 53:1 (2014), 45-59
- М. К. Нуризинов, Р. К. Тюлюбергенев, Н. Г. Хисамиев, Вычислимые нильпотентные группы без кручения конечных размерностей. Сиб. матем. журн., 55:3 (2014), 580—591
- В. А. Романьков, Н. Г. Хисамиев, Вербально и экзистенциально замкнутые подгруппы свободных нильпотентных групп. Алгебра и логика, 52:4 (2013), 502—525
- Н. Г. Хисамиев, О позитивных и конструктивных группах. Сиб. матем. журн., 53:5 (2012), 1133—1146
- Н. Г. Хисамиев. О конструктивных нильпотентных группах. Сиб. матем. журн., 48:1 (2007), 214—223
- В. А. Романьков, Н. Г. Хисамиев. О конструктивных матричных и упорядочиваемых группах. Алгебра и логика, 43:3 (2004), 353—363

## Награды и премии
- медаль «Ветеран труда»
- Лучший преподаватель вуза (2007, 2015)
- Серебряный знак журнала «Алгебра и Логика» с высоким импакт-фактором (Новосибирск, 2012).
- нагрудный знак «За заслуги в развитии науки РК» (2003, 2008, 2011)
- благодарность акима города в честь 10-летия Независимости РК.